# Katarzynka (łódka)
Katarzynka – łódka pływająca w latach 1969–2000 po Wiśle w Toruniu. Została ona zbudowana w 1955 roku w budapesztańskiej stoczni jako jedna z szalup ratunkowych dla MS Mazowsze. Została ona uwieczniona w filmie Rejs reż. Marka Piwowskiego. W 2002 roku została zastąpiona łódką „Katarzynka II”. Od 2005 roku „Katarzynka” jest eksponowana na Bulwarze Filadelfijskim jako atrakcja turystyczna.